# روبرت واتسون
روبرت واتسون (بالإنجليزية: Robert Watson)‏ (1 يناير 1866 بإنجلترا في المملكة المتحدة - ) هو لاعب كرة قدم بريطاني في مركز الهجوم. لعب مع نادي إيفرتون.

## وصلات خارجية
- روبرت واتسون على موقع قاعدة بيانات كرة القدم.إي يو (الإنجليزية)